# Los Vaqueros: Wild Wild Mixes
Los vaqueros: Wild Wild Mixes es el álbum versión remix de Los vaqueros de WY Records. En este disco participan varios artistas del género, como Don Omar, Gadiel, Franco "El Gorila", Tony Dize, etc. En este álbum se encuentran remixes de los temas de Los Vaqueros, como también canciones nuevas, como «La pared», «Bien sudao», «Encaje», etc. También aparecen tres versiones del tema «Yo te quiero», la canción original, de Wisin con Jayko, y otro del dúo junto a Luis Fonsi.

## Lista de canciones
| N.º      | Título                                                 | Productor(es)        | Duración |  |
| 1.       | «Intro» (Wisin & Yandel con Don Omar)                  | Nesty Víctor         | 1:01     |  |
| 2.       | «La pared» (Wisin & Yandel con Don Omar y Gadiel)      | Nesty Víctor         | 4:08     |  |
| 3.       | «Bien sudao'» (Tony Dize)                              | Nesty Víctor         | 2:47     |  |
| 4.       | «Perdido» (Jayko con Yandel)                           | Tainy Nely           | 4:19     |  |
| 5.       | «Un viaje (Remix)» (Wisin & Yandel con Gadiel)         | DJ Urba & Monserrate | 3:12     |  |
| 6.       | «Encaje» (Franco “El Gorila”)                          | Nesty Víctor         | 2:39     |  |
| 7.       | «Nadie como tú» (Wisin & Yandel con Don Omar)          | Nesty Víctor         | 3:42     |  |
| 8.       | «Acomódate» (Tony Dize)                                | DJ Urba & Monserrate | 2:46     |  |
| 9.       | «Pegao (Remix)» (Wisin & Yandel con Elephant Man)      | Nesty Víctor         | 3:53     |  |
| 10.      | «Dame un Kiss (Remix)» (Franco “El Gorila” con Yomo)   | Nesty Víctor         | 3:06     |  |
| 11.      | «Persona a persona» (Jayko)                            | Nesty Víctor         | 3:27     |  |
| 12.      | «Fue W» (Wisin)                                        | Nesty Víctor         | 3:28     |  |
| 13.      | «Envuélvete» (Tony Dize)                               | Nesty Víctor         | 3:16     |  |
| 14.      | «Yo te quiero (Remix)» (Wisin & Yandel con Luis Fonsi) | Nesty Víctor         | 3:35     |  |
| 15.      | «Eléctrica» (Wisin & Yandel con Gadiel)                | DJ Urba & Monserrate | 3:28     |  |
| 16.      | «Atrévete» (Wisin & Yandel con Franco “El Gorial”)     | Nesty Víctor         | 3:55     |  |
| 17.      | «Quizás (Remix)» (Tony Dize con Ken-Y)                 | DJ Urba & Monserrate | 4:00     |  |
| 18.      | «El teléfono» (Héctor el Father con Wisin & Yandel)    | Tainy                | 3:55     |  |
| 19.      | «Pegao» (Wisin & Yandel)                               | Nesty Víctor         | 3:52     |  |
| 20.      | «Yo te quiero (R&B Remix)» (Wisin con Jayko)           | Nesty Víctor         | 3:20     |  |
| 21.      | «Yo te quiero» (Wisin & Yandel)                        | Nesty Víctor         | 3:26     |  |
| 01:12:49 |                                                        |                      |          |  |

### DVD
| # | Nombre         | Artista(s)         |
| - | -------------- | ------------------ |
| 1 | «Yo te quiero» | Wisin & Yandel     |
| 2 | «Quizás»       | Tony Dize          |
| 3 | «Dame un kiss» | Franco "El Gorila" |
| 4 | «Pegao»        | Wisin & Yandel     |

## Posicionamiento en listas
| Listas (2007)                        | Mejor posición |
| ------------------------------------ | -------------- |
| Estados Unidos (Billboard 200)       | 104            |
| Estados Unidos (Latin Rhythm Albums) | 2              |
| Estados Unidos (Top Latin Albums)    | 4              |
| Estados Unidos (Top Rap Albums)      | 17             |

| Lista (2007)                         | Posición |
| ------------------------------------ | -------- |
| Estados Unidos (Latin Rhythm Albums) | 17       |